# Іванчі
Іванчі́ — село в Полицькій сільській громаді Вараського району Рівненської області України. Населення становить 905 осіб.

## Географія
Через північну околицю села пролягає атошлях М07.

## Населення
За переписом населення 2001 року в селі мешкала 961 особа.

### Мова
Розподіл населення за рідною мовою за даними перепису 2001 року:
| Мова            | Кількість | Відсоток |
| --------------- | --------- | -------- |
| українська      | 963       | 98.57 %  |
| російська       | 12        | 1.23 %   |
| болгарська      | 1         | 0.10 %   |
| інші/не вказали | 1         | 0.10 %   |
| Усього          | 977       | 100 %    |

## Історія Іванчівської бібліотеки
Іванчівська сільська бібліотека була реорганізована з Веретенської хати — читальні в 1956 році. Розмістили її у хаті Андрія Берника. Бібліотекарем працювала Марія Іванівна Грушевська. Приїхала молода активістка після закінчення десятирічки із села Полоне (зараз м. Вараш). Головою сільської ради на той час був Музика Леонід Герасимович.
З 1968 року бібліотеку прийняла Гутник Надія Феодосіївна. Родом вона із села Золотарі Костопільського району. Після закінчення Дубнівського культосвітнього училища доля закинула її в село Полиці.
В 1985 році Надія Феодосіївна пішла на 40 % пенсію, передавши фонд бібліотеки випускниці Дубнівського культосвітнього училища Бабік Людмилі Трохимівні. В цьому ж році голова Полицької сільської ради Петро Сергійович Вознюк перевозить бібліотеку в фельдшерсько — акушерський пункт. Кількість читачів збільшилося до 400. Книгозбірня нараховувала 7637 примірників, і до десяти різноманітних періодичних видань.
В 1989 році завідування прийняла Світлана Яківна Бачинська.
Традиційними в бібліотеці стали народознавчі години, вечори поезії, дискусії.
В 2002 році прийшла чергова реорганізація — бібліотека стала публічно-шкільною.

## Постаті
- Стельмах Віктор Миколайович (1995—2024) — молодший сержант Збройних сил України, учасник російсько-української війни, що відзначився у ході російського вторгнення в Україну.